# Cuza Vodă (okręg Aluta)
Cuza Vodă – wieś w Rumunii, w okręgu Aluta, w gminie Spineni. W 2011 roku liczyła 161 mieszkańców. 